# Ballspielverein Borussia 09 Dortmund II
Il Ballspielverein Borussia 09 e.V. Dortmund II, meglio noto come Borussia Dortmund II o con la sigla BVB II, è la squadra delle riserve del club di calcio tedesco Ballspielverein Borussia 09 Dortmund. Milita in Fußball-Regionalliga, la quarta serie del campionato tedesco.

## Storia
La seconda squadra del Borussia Dortmund ha giocato inizialmente in Kreisliga ed è stata promossa in Bezirksliga nel 1957. Dopo un terzo posto nel 1957, è stata promossa nella Landesliga Westfalen nel 1964. Successivamente, nel 1969, il Borussia Dortmund II ha vinto la Landesliga Westfalen, ottenendo la promozione nella Westfalenliga, il campionato dilettantistico più alto della Westfalia per l'epoca. Tre anni dopo, la squadra fu retrocessa in Landesliga e persino in Bezirksliga nel 1974.
Nel 1977, la squadra ottenne di nuovo la promozione in Landesliga. Una volta tornata in Westfalenliga, nel 1983, divenne una delle squadre leader del campionato. Nel 1987, il Borussia Dortmund II ottenne la promozione nell'Oberliga Westfalen. La squadra è arrivata quarta in classifica nel 1989, 1991 e 1993, prima di finire ottava nel 1994, perdendo la promozione nell'allora neocostituita Regionalliga West/Südwest .
Nel frattempo, la squadra ha raggiunto la finale della Coppa di Westfalia 1991, perdendo 1-6 contro l'Arminia Bielefeld. Per questo motivo, la squadra è stata eleggibile per la prima e unica volta per la DFB-Pokal.
Il Borussia Dortmund ha continuato a giocare nell'Oberliga Westfalen ed è arrivata seconda dietro al Gütersloh nel 1995. Nel '97, sotto la guida dell'allenatore Michael Skibbe, la squadra è stata incoronata campione dell'Oberliga Westfalen con un vantaggio di dieci punti sullo Schalke 04 II. Nella stagione successiva in Regionalliga, la squadra finì quartultima, all'interno della zona retrocessione. Nel 2000, sotto la guida dell'allenatore Edwin Boekamp, la squadra ha ottenuto un piazzamento a metà classifica e si è qualificata per la Regionalliga a due livelli appena creata nella stagione successiva.
La squadra è retrocessa alla fine della stagione 2000-2001, finendo penultima, ma è riuscita ad ottenere la promozione in campionato sotto la guida dell'allenatore Horst Köppel nella stagione successiva. Dopo un quinto posto nella stagione 2002-2003, la squadra è rimasta nella Regionalliga per altri due anni ed è stata retrocessa nuovamente in Oberliga alla fine della stagione 2004-2005. La squadra ha nuovamente messo in scena una promozione diretta la stagione successiva, questa volta sotto la guida dell'allenatore Theo Schneider. Nella stagione 2006-2007, il Borussia Dortmund II ha avuto più fortuna di due anni fa ed è riuscito a evitare la retrocessione per differenza reti contro l'
Holstein Kiel in campionato.
Nel 2008, il Borussia Dortmund II è arrivato tredicesimo nella Regionalliga e non è riuscito a qualificarsi per l'allora neonata 3. Liga per quattro punti. Un anno dopo , la squadra è riuscita a vincere la Regionalliga West con tre punti di vantaggio sull'Kaiserslautern e si è assicurata la promozione in 3. Liga sotto la guida dell'allenatore Theo Schneider. Finendo terza dal fondo nella stagione 2009-2010 , la squadra è retrocessa. Nell'estate 2011, David Wagner ha assunto la guida del Borussia Dortmund II. Nella stagione 2011-2012 , la squadra ha ottenuto nuovamente la promozione in 3. Liga.
Il 5 giugno 2021, il Borussia Dortmund II ha vinto il girone ovest di Regionalliga 2020-2021, venendo promosso in 3. Liga.

## Palmarès

### Competizioni nazionali
- Regionalliga West: 3

2008-2009, 2011-2012, 2020-2021

### Competizioni regionali
- Oberliga Westfalen: 3

1997-1998, 2001-2002, 2005-2006